# Roberto Ferrari
Roberto Ferrari (Gavardo, Itália, 9 de março de 1983) é um ciclista italiano que foi profissional entre 2007 e 2019.

## Biografia
No final de 2006 deu o passo a profissionais na equipa Team Tenax após ter conseguido uma vitória numa carreira profissional, esta foi a segunda etapa do Giro do Friuli Venezia Giulia. Em 2008 alinhou pelo conjunto irlandês LPR Brakes-Farnese Vini.
A 16 de maio de 2012 ganhou em Montecatini Terme, a décima primeira etapa do Giro d'Italia, o triunfo mais destacado na sua carreira.
Em outubro de 2019 anunciou a sua retirada depois de 13 temporadas como profissional depois de não encontrar uma equipa no WorldTour para continuar competindo um ano mais.

## Palmarés
- 2006
  - La Popolarissima
  - Grande Prêmio Cidade de Felino
  - Troféu de Cidade de Brescia
  - Coppa San Geo

- 2009
  - Memorial Marco Pantani

- 2010
  - Grande Prêmio de Lugano
  - Giro do Friuli

- 2011
  - 2 etapas do Tour de San Luis

- 2012
  - 1 etapa do Tour de Taiwan
  - Route Adélie
  - Flèche d’Emeraude
  - 1 etapa do Giro d'Italia

## Resultados nas grandes voltas
| Carreira        | 2007 | 2008 | 2009 | 2010 | 2011  | 2012  | 2013  | 2014  | 2015  | 2016  | 2017  | 2018  | 2019 |
| --------------- | ---- | ---- | ---- | ---- | ----- | ----- | ----- | ----- | ----- | ----- | ----- | ----- | ---- |
| Giro d'Italia   | -    | -    | -    | -    | 142.º | 147.º | 149.º | 144.º | 133.º | 132.º | 150.º | -     | -    |
| Tour de France  | -    | -    | -    | -    | -     | -     | 157.º | -     | -     | -     | -     | 138.º | -    |
| Volta a Espanha | -    | -    | -    | -    | -     | -     | -     | 145.º | -     | -     | -     | -     | -    |

-: não participa

Ab.: abandono

## Equipas
- Team Tenax (2006[3]-2007)
- LPR Brakes (2008-2009)
- De Rosa-Stac Plastic (2010)
- Androni Giocattoli (2011-2012)
- Lampre/UAE Emirates (2013-2019)
  - Lampre-Merida (2013-2016)
  - UAE Team Emirates (2017-2019)